# Balzac (Alberta)
Balzac ist ein Weiler (englisch Hamlet) im Süden der kanadischen Provinz Alberta. Es befindet sich 24 km nördlich von Calgary und 12 km südlich von Airdrie am Alberta Highway 2. Das Einkaufszentrum CrossIron Mills liegt unmittelbar westlich von Balzac.
Östlich des Weilers befindet sich der Verwaltungssitz des Rocky View County.

## Geschichte
Die Ortschaft entwickelte sich um den im Jahr 1910 eingerichteten Bahnhof der Canadian Pacific Railway. Dieser war von William Cornelius Van Horne, dem Präsidenten des Unternehmens, nach seinem Lieblingsautor Honoré de Balzac (1799–1850) benannt worden.

## Bevölkerung
Laut den letzten demografischen Daten gibt es in Balzac und Umgebung 149 Haushalte mit insgesamt 450 Einwohnern.